# كالفين برانش
كالفين برانش (بالإنجليزية: Calvin Branch)‏ هو لاعب كرة قدم أمريكية أمريكي، ولد في 8 مايو 1974 في فرسايليس في الولايات المتحدة.

## وصلات خارجية
- كالفين برانش على موقع مرجع كرة القدم المحترفة.كوم (الإنجليزية)